# Palmas Arborea
Palmas Arborea (en sard, Pramas) és un municipi italià, dins de la província d'Oristany. L'any 2007 tenia 1.335 habitants. Es troba a la regió de Campidano di Oristano. Limita amb els municipis d'Ales, Oristany, Pau, Santa Giusta, Villa Verde i Villaurbana.

## Administració
| Període | Identitat             | Partit        |
| ------- | --------------------- | ------------- |
| 2005-   | Paolo Salvatore Garau | Llista cívica |